# Remedio de Saxbe
El Remedio de Saxbe o reducción de salario (Saxbe fix en inglés), es un mecanismo en el cual el Presidente de los Estados Unidos, designa un miembro actual o anterior del Congreso de los Estados Unidos cuyo término elegido todavía no ha expirado, puede evitar la restricción de la Cláusula de la Inelegibilidad de la Constitución de los Estados Unidos. Esa cláusula prohíbe al Presidente de designar un congresista actual o anterior a una posición civil que fue creada o a una posición civil para que la paga y/o beneficios (colectivamente, los "emolumentos") fueron aumentados, durante el término para que ese miembro fuera elegido hasta que el término haya expirado. La reducción de salario, primero aplicado por un Acto de Congreso en 1909, vuelve los emolumentos de la oficina a la cantidad que ellos fueron cuando ese miembro empezó su término elegido.
Para prevenir conflictos éticos, James Madison propuso el idioma en la Convención de Filadelfia que fue adoptada como la Cláusula de Inelegibilidad después de debate y modificación por otros Próceres. Históricamente, varios enfoques han sido tomados para dirigir el problema representado por restricción; estos han incluido escoger otro candidato, permitir el término elegido del candidato deseado de expirar, ignorando la cláusula enteramente o utilizar un "remedio de Saxbe" para reducir los emolumentos ofendiendos. Aunque Congreso pasó el último mecanismo en 1909, es denominado para Senador William Saxbe, que fue confirmado como Fiscal General en 1973 después de que Congreso redujera el salario de la oficina al nivel había estado antes de que el término de Saxbe comenzara. Desde el final de los años 1970, el uso del "remedio de Saxbe" ha sido común. El remedio de Saxbe ha llegado a ser subsiguientemente pertinente como un de éxito (aunque no universalmente aceptado) solución para nominados por presidentes de ambos partidos de miembros actuales del Congreso de los Estados Unidos al Gabinete de los Estados Unidos. Los congresistas han sido nominados a judicaturas federales sin cualquier remedio; desafíos a tales designaciones ha fallado en las cortes. 
Había cuatro remedios de Saxbe para personas nombradas de presidentes antes de Barack Obama. Las primeras dos reducciones de salario concernieron a personas nombradas de republicanos William Taft y Richard Nixon, y las últimas dos fueron aplicado para personas nombradas de demócratas Jimmy Carter y Bill Clinton. El Congreso aprobó dos más en las semanas que preceden la presidencia de Obama en la preparación para sus nominados designados de Gabinete. Desde los años 1980, remedios de Saxbe solo han sido temporales, extendiendo a la conclusión del término para que el congresista que se sienta fue elegido. La Cláusula ha recibido atención relativamente pequeña, erudita o judicial; el debate existente escaso centra en si la reducción del salario satisface la Cláusula de la Inelegibilidad o si congresistas afectados son inelegibles para la cita a pesar de la reducción.
- Datos: Q389217